# باد شيرمان
باد شيرمان هو سياسي كندي، ولد في 24 ديسمبر 1926، وتوفي في 9 يناير 2015 في وينيبيغ في كندا. حزبياً، نشط في الحزب الكندي التقدمي المحافظ. وقد انتخب عضو المجلس التنفيذي لمانيتوبا ‏ وانتخب عضو مجلس العموم الكندي.